# Andrena prunifloris
Andrena prunifloris är en biart som beskrevs av Cockerell 1898. Andrena prunifloris ingår i släktet sandbin, och familjen grävbin. Inga underarter finns listade i Catalogue of Life.